# امیلی بلکول
امیلی بلکول (انگلیسی: Emily Blackwell؛ ۸ اکتبر ۱۸۲۶ – ۷ سپتامبر ۱۹۱۰) یک پزشک اهل ایالات متحده آمریکا بود.
وی خواهر الیزابت بلکول بود